# 초역 백인일수 우타코이
《초역 백인일수 우타코이》(일본어: 超訳百人一首 うた恋い。)는 스기타 게이의 일본 만화와 이를 원작으로 TYO 애니메이션에서 제작한 일본 애니메이션이다.

## 등장 인물
- 후지와라노 데이카 - 내비게이터.
- 우쓰노미야 요리쓰나 - 해설자.
- 아리와라노 나리히라
- 아리와라노 유키히라
- 요제이인(사다아키라)
- 헨조
- 훈야노 야스히데
- 오노노 고마치
- 기센 법사
- 기노 쓰라유키
- 후지와라노 요시타카
- 다카시나노 기시
- 세이 쇼나곤
- 후지와라노 데이시
- 기요하라노 모토스케
- 후지와라노 사네카타
- 후지와라노 긴토
- 무라사키 시키부
- 후지와라노 쇼시
- 마사코 내친왕
- 노리코 내친왕

## 애니메이션 방영 목록
사회자
- 후자아라노 데이카, 우쓰노미야 요리쓰나

### 제1화
신대(神代)에도 들어보지 못했네. 다쓰다 강이 고운 단풍 빛으로 물들어 있다고는.
ちはやぶる 神代も聞かず 峰田川 からくれなゐに 水くくるとは

다카이코와 나리히라 -아리와라노 나리히라-
- 출연：아리와라노 나리히라, 후자와라노 다카이코

사랑에 길들어 처음을 노래에 잠복하게 하는 나리히라.

이제 떠나리. 이나바의 산봉우리. 소나무처럼 기다린다 하시면 바로 돌아오리다.
立ち別れ　いなばの山の　みねにおふる　まつとし聞かば　今帰り来む

유키히라와 히로코 -아리와라노 유키히라-
- 출연：아리와라노 유키히라, 히로코(유키히라의 부인)

유키히라는 이나바 태수에 임관해, 남동생 나리히라의 행각에 골치를 앓으면서 단독 부임하게 된다.

### 제2화
쓰쿠바 산에서 떨어지는 미나노가와. 사랑이 쌓여서 연못을 이루는구나.
筑波嶺の みねより落つる みなの川 恋ぞつもりて ふちとなりぬる

사다아키라와 야스코 -요제이인-
- 출연：요제이인(사다아키라), 야스코 내친왕

천황위에서 퇴위한 요제이인의、솔직해질 수 없는 구상을 받아들이는 야스코.

### 제3화
하늘의 바람이여, 불어서, 구름이 지나지 못하게 막아라. 선녀가 잠시 머무르도록.
あまつ風　雲のかよひ路　ふきとぢよ　をとめの姿　しばしとどめむ

무네사다와 요시코 -승정 헨조-
- 출연：요시미네노 무네사다(승정 헨조), 요시코(오노노 고마치)

무네사다는 소꿉친구인 요시코에게 자주 찾아가서 도전하게 되어버린다.

### 제4화
부는 바람에 가을의 초목이 쓰러지니 그래서 산바람은 폭풍이라던가.
ふくからに　秋の草木の　しをるれば　むべ山風を　あらしといふらむ

야스히데와 나리히라 -훈야노 야스히데-
- 출연：훈야노 야스히데, 아리와라노 나리히라

두 사람의 진묘한 우정의 시작.

### 제5화
꽃의 색깔이 완전히 바래니 다만 덧없이 생각에 잠긴 동안 시간은 흘러가네.
花の色は　移りにけりな　いたづらに　わが身世にふる　ながめせし間に

동국(東國) 여행 -오노노 고마치-
- 출연：오노노 고마치, 아리와라노 나리히라, 훈야노 야스히데

후궁으로부터 멀어져 지금까지의 인생을 회상하는 고마치에게 두 사람이 밀착하는 계기가 찾아 온다.

나의 암자는 수도의 동남쪽, 이렇게 산다. 사람들이 이곳을 우지 산이라 하네.
わがいほは　都のたつみ　しかぞ住む　世をうぢ山と　人はいふなり

쓰라유키와 기센 -기센 법사-
- 출연：기센 법사, 기노 쓰라유키

6가선(六歌仙)의 시대를 총괄하는 기센법사.

### 제6화
우타코이 기담 플러스
지금까지 나온 이들과 후의 나오는 이들이 출현한 만담 에피소드

### 제7화
당신을 위해 버려도 상관없는 목숨이지만, 오래 살고 싶다고 지금 깨달았습니다.
君がため をしからざりし 命さへ ながくもがなと 思ひけるかな

요시타카와 미나모토노 야스미쓰의 딸 -후지와라노 요시타카-
- 출연：후지와라노 요시타카、미나모토노 야스미쓰의 딸, 후지와라노 미치타카、후지와라노 가네이에

후지와라노 요시타카는 후지와라노 가네이에에게 부탁받은 담력 시험으로 미나모토노 야스미쓰의 딸에게 구상을 새롭게 한다.

잊지 않겠다는 약속 영원하기 어려우니까 오늘이 마지막 목숨이면 좋으리.
忘れじの　行く末までは　かたければ　けふを限りの　命ともがな

고노 나이시와 미치타카 -기도 산시의 어머니-
- 출연：고노 나이시/다카시나노 기시/기도 산시의 어머니、후지와라노 미치타카、후지와라노 요시타카

상류 귀족의 아들인 미치타카로부터의 구혼에 고민하는 다카코.

### 제8화
약속했을 텐데. 서로 눈물 흘리고 소매를 적시며, 스에노 마쓰야마, 파도가 못 넘는 것처럼 절대로 마음이 변하지 않을거라고.
ちぎりきな　かたみにそでを　しぼりつつ　末の松山　波こさじとは

스에노 마쓰야마 -기요하라노 모토스케-
- 출연：기요하라노 모토스케、기요하라노 무네노부, 스에노 마쓰야마(무네노부의 연인), 기요하라노 나기코(세이 쇼나곤)

오라비의 사랑의 도피를 우려하는 세이 쇼나곤에게, 아버지 모토스케는 서로 여무는 인생을 설득한다.

이부키 산의 쑥 같이 불타는 이 마음을 모르리. 
かくとだに　えやはいぶきの　さしも草　さしもしらじな　燃ゆる思ひを

사네카타와 나기코 -후지와라노 사네카타-
- 출연：후지와라노 사네카타、세이 쇼나곤/나기코

활발한 궁인 생활을 하는 나기코의 모습을 바람직하다고 느끼면서, 한 때의 둘이서의 사랑을 생각해 내는 사네카타. 그리고 황후 데이시의 궁녀로 다름 아닌 나기코가 선정되어 세이 쇼나곤의 이름을 하사받는데...

### 제9화
한밤중에 닭의 울음소리를 흉내내도 오사카 관문은 통과시켜주지 않으리.
夜をこめて　鳥のそら音は　はかるとも　よに逢坂の　関はゆるさじ

쇼나곤과 유키나리 -세이 쇼나곤-
- 출연：세이 쇼나곤, 후지와라노 유키나리, 후지와라노 다다노부, 데이시

궁중에서 마쿠라노소시가 유명해지기 시작했을 무렵의, 세이 쇼나곤과 유키나리의 꺼리낌없는 교류.

### 제10화
폭포가 흐르는 물소리는 들을 수 없게 된지 오래이거늘 그 명성은 흘러 지금까지 전해지네.
滝の音は　たえて久しく　なりぬれど　名こそ流れて　なほ聞こえけれ

나고소의 폭포 -후지와라노 긴토-
- 출연：후지와라노 긴토, 후지와라노 유키나리

좌천을 앞둔 신세를 한탄하는 긴토로부터, 일에 정을 사이에 두지 말라고 충고받는 유키나리. 미치나가의 딸 쇼시가 제2황후로 간택돼 데이시를 보좌하는 세이 쇼나곤의 지위까지 불안해지는데...

### 제11화
오랜만에 만나 반가워하기도 전에 구름에 숨은 한밤중의 달이려나.
めぐりあひて 見しやそれとも わかぬ間に 雲がくれにし 夜半の月かな 

가오리코와 후지코 -무라사키 시키부-
- 출연：무라사키 시키부(가오리코), 후지코(가오리코의 친구)

황후 쇼시를 보좌하는 무라사키 시키부는 화려한 대궐에서의 벼슬살이에 고민하는 중 결혼 후 만날 수 없었던 친구 후지코에 생각을 쏟는다.

### 제12화
지금은 다만 포기하겠다는 그 한 마디를 다른 사람을 통해서가 아니라 직접 전할 수 있다면.
今はただ 思ひたえなむ とばかりを 人づてならで いふよしもがな

미치마사와 마사코 -후지와라노 미치마사-
- 출연：후지와라노 미치마사, 마사코 내친왕, 중장 내시(마사코의 유모)

미치마사와 마사코(도시)가 친해져 처음으로 사랑의 행각.

마음과 달리 덧없는 세상에서 오래 산다면 반드시 그리워질 한 밤중의 달이구나.
心にも あらで憂き世に ながらへば 恋しかるへき 夜半の月かな

### 제13화
데이카와 쇼쿠시 -쇼쿠시 내친왕, 후지와라노 사다이에-
- 출연：후지와라노 데이카(사다이에)、쇼쿠시 내친왕、후지와라노 도시나리

데이카는 노리코(쇼쿠시) 내친왕과의 추억을 떠올리는데...

오지 않는 사람을 기다리는 바람이 멎은 마쓰호 포구의 쓸쓸한 해변가에서 그을리는 해초 소금처럼 이 몸도 타들어가네.
来ぬ人を　まつほの浦の　夕なぎに　焼くやもしほの　身もこがれつつ